# شیخ محله (تولم)
شیخ محله تولم
شیخ محله یک آبادی از دهستان هندخاله از بخش تولم شهرستان صومعه سرا در استان گیلان می‌باشد. از شمال به‌آبادی سیاه درویشان و مرداب انزلی از جنوب به لیفشاگرد از شرق به نوخاله و از غرب به لاکسار منتهی می‌شود. در این آبادی ۲۸۵ خانوار زندگی می‌کنند که جمعیتی بالغ بر ۱۱۰۰ نفر را تشکیل می‌دهند. اکثر زمینهای این منطقه که غالباً جلگه‌ای نیز هستند زیر کشت برنج می‌باشد. گونه کاشتی برنج این منطقه را برنج هاشمی ۷۹٪، برنج  علی کاظمی ۱۱٪، دم سیاه ۵٪ و مابقی ۵٪ را سایر گونه‌ها تشکیل می‌دهد.